# Syysjärvi (sjö i Södra Savolax, lat 61,72, long 27,63)
Syysjärvi är en sjö i Finland. Den ligger i kommunen Jockas i landskapet Södra Savolax, i den södra delen av landet, 220 km nordost om huvudstaden Helsingfors. Syysjärvi ligger 86,4 meter över havet. Den är 27 meter djup. Arean är 10,93 kvadratkilometer och strandlinjen är 76,21 kilometer lång. Sjön  ingår i Vuoksens huvudavrinningsområde.   I omgivningarna runt Syysjärvi växer i huvudsak blandskog.